# Hostětín
Hostětín är en ort i Tjeckien.   Den ligger i distriktet Okres Uherské Hradiště och regionen Zlín, i den östra delen av landet, 280 km öster om huvudstaden Prag. Hostětín ligger 376 meter över havet och antalet invånare är 232.
Terrängen runt Hostětín är kuperad åt sydost, men åt nordväst är den platt. Runt Hostětín är det ganska tätbefolkat, med 90 invånare per kvadratkilometer. Närmaste större samhälle är Uherský Brod, 17,1 km väster om Hostětín. I omgivningarna runt Hostětín växer i huvudsak blandskog.